# Paul Kantner
Paul Lorin Kantner, (17. března 1941, San Francisco, Kalifornie, USA – 28. ledna 2016) byl americký rockový kytarista, zpěvák a hudební skladatel. V letech 1959–1961 studoval na University of Santa Clara a v letech 1961–1963 na San Jose State College. V letech 1965–1972 hrál se skupinou Jefferson Airplane. Později byl frontmanem skupiny Jefferson Starship.